# 23204 Arditkroni
23204 Arditkroni este un asteroid din centura principală de asteroizi.

## Descriere
23204 Arditkroni este un asteroid din centura principală de asteroizi. A fost descoperit pe 27 septembrie 2000 la Socorro, New Mexico, în cadrul proiectului LINEAR. Asteroidul prezintă o orbită caracterizată de o semiaxă mare de 2,33 ua, o excentricitate de 0,14 și o înclinație de 7,2° în raport cu ecliptica.